# Fußball-Club Energie Cottbus 2012-2013
Questa voce raccoglie le informazioni riguardanti il Fußball-Club Energie Cottbus nelle competizioni ufficiali della stagione 2012-2013.

## Stagione
Nella stagione 2012-2013 l'Energie Cottbus, allenato da Rudolf Bommer, concluse il campionato di 2. Bundesliga all'8º posto. In Coppa di Germania l'Energie Cottbus fu eliminato al primo turno dal Sandhausen.

## Rosa
| N. |                     | Ruolo | Calciatore          |
| -- | ------------------- | ----- | ------------------- |
| 1  | Germania (bandiera) | P     | Thorsten Kirschbaum |
| 3  | Francia (bandiera)  | D     | Guillaume Rippert   |
| 4  | Croazia (bandiera)  | C     | Ivica Banović       |
| 6  | Germania (bandiera) | D     | Uwe Möhrle          |
| 7  | Germania (bandiera) | C     | Daniel Brinkmann    |
| 8  | Colombia (bandiera) | A     | John Mosquera       |
| 9  | Germania (bandiera) | A     | Marco Stiepermann   |
| 10 | Germania (bandiera) | C     | Daniel Adlung       |
| 11 | Germania (bandiera) | C     | Alexander Ludwig    |
| 12 | Germania (bandiera) | P     | Rene Renno          |
| 13 | Germania (bandiera) | D     | Julian Börner       |
| 14 | Francia (bandiera)  | C     | Nicolas Farina      |
| 15 | Germania (bandiera) | D     | Alexander Bittroff  |
| 16 | Germania (bandiera) | C     | Darryl Geurts       |
| 18 | Germania (bandiera) | C     | Marc-André Kruska   |

| N. |                           | Ruolo | Calciatore          |
| -- | ------------------------- | ----- | ------------------- |
| 20 | Kazakistan (bandiera)     | D     | Konstantin Engel    |
| 21 | Germania (bandiera)       | D     | Uwe Hünemeier       |
| 22 | Germania (bandiera)       | C     | André Fomitschow    |
| 23 | Germania (bandiera)       | D     | Markus Brzenska     |
| 25 | Croazia (bandiera)        | C     | Stiven Rivić        |
| 26 | Germania (bandiera)       | D     | Martin Dahm         |
| 27 | Costa d'Avorio (bandiera) | A     | Boubacar Sanogo     |
| 29 | Danimarca (bandiera)      | C     | Dennis Sørensen     |
| 30 | Germania (bandiera)       | P     | Marvin Gladrow      |
| 31 | Canada (bandiera)         | P     | Julien Latendresse  |
| 32 | Germania (bandiera)       | D     | Marcel Kapplinghaus |
| 33 | Germania (bandiera)       | D     | Michael Schulze     |
| 34 | Germania (bandiera)       | A     | Tim Kleindienst     |
| 37 | Germania (bandiera)       | C     | Christian Bickel    |

## Organigramma societario
Area tecnica
- Allenatore: Rudolf Bommer
- Allenatore in seconda: Matthias Grahé, Uwe Speidel
- Preparatore dei portieri: Ronny Zeiß
- Preparatori atletici:
- Analisi video:

## Calciomercato

### Sessione estiva
| Acquisti | Acquisti          | Acquisti             | Acquisti |
| R.       | Nome              | da                   | Modalità |
| -------- | ----------------- | -------------------- | -------- |
| C        | Stiven Rivić      | Istria               |          |
| C        | Daniel Brinkmann  | Augusta              |          |
| C        | Nicolas Farina    | Thonon Évian         |          |
| A        | Sebastian Glasner | Wacker Burghausen    |          |
| D        | Guillaume Rippert | Thonon Évian         |          |
| A        | Marco Stiepermann | Alemannia Aquisgrana |          |

| Cessioni | Cessioni             | Cessioni          | Cessioni |
| R.       | Nome                 | a                 | Modalità |
| -------- | -------------------- | ----------------- | -------- |
| A        | Martin Kobylański    | Werder Brema II   |          |
| C        | Roger                | Ingolstadt 04     |          |
| C        | Jules Reimerink      | VVV-Venlo         |          |
| A        | Maxim Banaskiewicz   | Carl Zeiss Jena   |          |
| C        | Leonardo Bittencourt | Borussia Dortmund |          |
| C        | Rok Kronaveter       | Győri ETO         |          |
| A        | Dimităr Rangelov     | Lucerna           |          |
| D        | Christopher Schorch  | Colonia II        |          |
| D        | David Urban          | Holstein Kiel     |          |

### Sessione invernale
| Acquisti | Acquisti         | Acquisti           | Acquisti |
| R.       | Nome             | da                 | Modalità |
| -------- | ---------------- | ------------------ | -------- |
| D        | Michael Schulze  | Wolfsburg          |          |
| A        | John Mosquera    | Changchun Yatai    |          |
| C        | André Fomitschow | Fortuna Düsseldorf |          |
| C        | Christian Bickel | Friburgo II        |          |

| Cessioni | Cessioni          | Cessioni          | Cessioni |
| R.       | Nome              | a                 | Modalità |
| -------- | ----------------- | ----------------- | -------- |
| A        | Sebastian Glasner | Arminia Bielefeld |          |
| A        | Martin Fenin      | Slavia Praga      |          |
| C        | Clemens Fandrich  | RB Lipsia         |          |
| D        | Daniel Ziebig     | Hallescher        |          |

## Risultati

### 2. Bundesliga

#### Girone di andata
| Arbitro: | Welz |

|                       |           |                 |
| Leitl 18’, 28’ (rig.) | Marcatori | 81’, 88’ Sanogo |

| Arbitro: | Kircher |

|                            |           |  |
| Adlung 22’, 33’ Sanogo 54’ | Marcatori |  |

| Arbitro: | Stark |

|                             |           |  |
| Stiepermann 21’ Banović 66’ | Marcatori |  |

| Arbitro: | Hartmann |

|  |           |            |
|  | Marcatori | 30’ Sanogo |

| Arbitro: | Brand |

|                       |           |                         |
| Kruska 51’ Sanogo 90’ | Marcatori | 45’ Görlitz 86’ Heubach |

| Arbitro: | Stegemann |

|  |           |             |
|  | Marcatori | 4’ Sørensen |

| Arbitro: | Kempter |

|                            |           |             |
| Farina 67’ Stiepermann 80’ | Marcatori | 75’ Hofmann |

| Arbitro: | Aytekin |

|                                   |           |            |
| Terodde 34’ Quiring 55’ Jopek 90’ | Marcatori | 50’ Adlung |

| Arbitro: | Dietz |

|  |           |            |
|  | Marcatori | 20’ Šukalo |

| Arbitro: | Bandurski |

|            |           |            |
| Dausch 84’ | Marcatori | 70’ Sanogo |

| Arbitro: | Dankert |

|             |           |  |
| Banović 12’ | Marcatori |  |

| Arbitro: | Siebert |

|                          |           |                |
| Sinkiewicz 73’ Dedič 89’ | Marcatori | 5’, 52’ Sanogo |

| Arbitro: | Weiner |

|                                |           |  |
| Sørensen 7’ Banović 31’ (rig.) | Marcatori |  |

| Arbitro: | Kircher |

|          |           |  |
| Zuck 13’ | Marcatori |  |

| Arbitro: | Gräfe |

|                                    |           |             |
| Sanogo 6’ Börner 44’ Brinkmann 81’ | Marcatori | 13’ Kumbela |

| Arbitro: | Dingert |

|                                   |           |            |
| Wooten 59’ (rig.), 66’ Löning 90’ | Marcatori | 34’ Möhrle |

| Arbitro: | Meyer |

|              |           |                      |
| Sørensen 54’ | Marcatori | 16’ Kluge 84’ Ronny] |

#### Girone di ritorno
| Arbitro: | Willenborg |

|           |           |               |
| Sanogo 5’ | Marcatori | 79’ Mijatović |

| Arbitro: | Fritz |

|                                   |           |  |
| Sylvestr 38’ (rig.), 80’ Fink 85’ | Marcatori |  |

| Amburgo 3 febbraio 2013, ore 13:30 CET 20ª giornata | St. Pauli | 0 – 0 referto | Energie Cottbus | Millerntor-Stadion (26 578 spett.)\| Arbitro: \| Drees \| |
| Arbitro:                                            | Drees     |               |                 |                                                           |

| Cottbus 9 febbraio 2013, ore 13:00 CET 21ª giornata | Energie Cottbus | 0 – 0 referto | Colonia | Stadion der Freundschaft (10 201 spett.)\| Arbitro: \| Dankert \| |
| Arbitro:                                            | Dankert         |               |         |                                                                   |

| Arbitro: | Steinhaus-Webb |

|             |           |  |
| Jönsson 39’ | Marcatori |  |

| Arbitro: | Schmidt |

|             |           |               |
| Schulze 65’ | Marcatori | 17’ Carlinhos |

| Arbitro: | Kampka |

|  |           |            |
|  | Marcatori | 50’ Sanogo |

| Arbitro: | Brych |

|                       |           |                       |
| Adlung 10’ Sanogo 67’ | Marcatori | 38’ (rig.) Mattuschka |

| Arbitro: | Cortus |

|                                |           |           |
| Jovanović 37’ Bajić 80’ (rig.) | Marcatori | 87’ Rivić |

| Arbitro: | Osmers |

|             |           |             |
| Schulze 74’ | Marcatori | 75’ Junglas |

| Arbitro: | Siebert |

|            |           |              |
| Halfar 58’ | Marcatori | 70’ Bittroff |

| Arbitro: | Cortus |

|  |           |                              |
|  | Marcatori | 49’ (aut.) Banović 90’ Dedič |

| Arbitro: | Sippel |

|          |           |  |
| Fořt 53’ | Marcatori |  |

| Arbitro: | Stark |

|                                                   |           |                                 |
| Banović 32’ (rig.) Sanogo 53’, 90’ Fomitschow 81’ | Marcatori | 50’ Idrissou 86’ (rig.) Bunjaku |

| Braunschweig 6 maggio 2013, ore 20:15 CEST 32ª giornata | Eintracht Braunschweig | 0 – 0 referto | Energie Cottbus | Eintracht-Stadion (20 445 spett.)\| Arbitro: \| Perl \| |
| Arbitro:                                                | Perl                   |               |                 |                                                         |

| Arbitro: | Brand |

|                                  |           |  |
| Bickel 24’ Sanogo 41’ Adlung 77’ | Marcatori |  |

| Arbitro: | Aytekin |

|            |           |            |
| Brooks 86’ | Marcatori | 28’ Farina |

### Coppa di Germania
| Arbitro: | Kinhöfer |

|                                 |           |  |
| Löning 3’ Schulz 10’ Fießer 90’ | Marcatori |  |

## Statistiche

### Statistiche di squadra
| Competizione      | Punti | In casa | In casa | In casa | In casa | In casa | In casa | In trasferta | In trasferta | In trasferta | In trasferta | In trasferta | In trasferta | Totale | Totale | Totale | Totale | Totale | Totale | DR |
| Competizione      | Punti | G       | V       | N       | P       | Gf      | Gs      | G            | V            | N            | P            | Gf           | Gs           | G      | V      | N      | P      | Gf     | Gs     | DR |
| ----------------- | ----- | ------- | ------- | ------- | ------- | ------- | ------- | ------------ | ------------ | ------------ | ------------ | ------------ | ------------ | ------ | ------ | ------ | ------ | ------ | ------ | -- |
| 2. Bundesliga     | 48    | 17      | 9       | 5       | 3       | 28      | 15      | 17           | 3            | 7            | 7            | 13           | 21           | 34     | 12     | 12     | 10     | 41     | 36     | +5 |
| Coppa di Germania | -     | 0       | 0       | 0       | 0       | 0       | 0       | 1            | 0            | 0            | 1            | 0            | 3            | 1      | 0      | 0      | 1      | 0      | 3      | -3 |
| Totale            | 48    | 17      | 9       | 5       | 3       | 28      | 15      | 18           | 3            | 7            | 8            | 13           | 24           | 35     | 12     | 12     | 11     | 41     | 39     | +2 |

### Andamento in campionato
| Giornata  | 1 | 2 | 3 | 4 | 5 | 6 | 7 | 8 | 9 | 10 | 11 | 12 | 13 | 14 | 15 | 16 | 17 | 18 | 19 | 20 | 21 | 22 | 23 | 24 | 25 | 26 | 27 | 28 | 29 | 30 | 31 | 32 | 33 | 34 |
| --------- | - | - | - | - | - | - | - | - | - | -- | -- | -- | -- | -- | -- | -- | -- | -- | -- | -- | -- | -- | -- | -- | -- | -- | -- | -- | -- | -- | -- | -- | -- | -- |
| Luogo     | T | C | C | T | C | T | C | T | C | T  | C  | T  | C  | T  | C  | T  | C  | C  | T  | T  | C  | T  | C  | T  | C  | T  | C  | T  | C  | T  | C  | T  | C  | T  |
| Risultato | N | V | V | V | N | V | V | P | P | N  | V  | N  | V  | P  | V  | P  | P  | N  | P  | N  | N  | P  | N  | V  | V  | P  | N  | N  | P  | P  | V  | N  | V  | N  |
| Posizione | 7 | 3 | 2 | 2 | 2 | 2 | 2 | 2 | 4 | 4  | 4  | 4  | 4  | 4  | 4  | 4  | 4  | 4  | 4  | 5  | 5  | 7  | 9  | 6  | 5  | 7  | 7  | 7  | 8  | 8  | 8  | 7  | 6  | 8  |

Legenda:

Luogo: C = Casa; T = Trasferta. Risultato: V = Vittoria; N = Pareggio; P = Sconfitta.

### Statistiche dei giocatori
| Giocatore       | 2. Bundesliga | 2. Bundesliga | 2. Bundesliga | 2. Bundesliga | Coppa di Germania | Coppa di Germania | Coppa di Germania | Coppa di Germania | Totale   | Totale | Totale      | Totale     |
| Giocatore       | Presenze      | Reti          | Ammonizioni   | Espulsioni    | Presenze          | Reti              | Ammonizioni       | Espulsioni        | Presenze | Reti   | Ammonizioni | Espulsioni |
| --------------- | ------------- | ------------- | ------------- | ------------- | ----------------- | ----------------- | ----------------- | ----------------- | -------- | ------ | ----------- | ---------- |
| D. Adlung       | 24            | 5             | 1             | 2             | 1                 | 0                 | 0                 | 0                 | 25       | 5      | 1           | 2          |
| I. Banović      | 33            | 4             | 5             | 0             | 1                 | 0                 | 0                 | 0                 | 34       | 4      | 5           | 0          |
| C. Bickel       | 10            | 1             | 1             | 0             | 0                 | 0                 | 0                 | 0                 | 10       | 1      | 1           | 0          |
| A. Bittroff     | 32            | 1             | 5             | 1             | 1                 | 0                 | 0                 | 0                 | 33       | 1      | 5           | 1          |
| D. Brinkmann    | 4             | 1             | 2             | 0             | 0                 | 0                 | 0                 | 0                 | 4        | 1      | 2           | 0          |
| M. Brzenska     | 0             | 0             | 0             | 0             | 0                 | 0                 | 0                 | 0                 | 0        | 0      | 0           | 0          |
| J. Börner       | 15            | 1             | 3             | 2             | 0                 | 0                 | 0                 | 0                 | 15       | 1      | 3           | 2          |
| M. Dahm         | 0             | 0             | 0             | 0             | 0                 | 0                 | 0                 | 0                 | 0        | 0      | 0           | 0          |
| K. Engel        | 20            | 0             | 3             | 0             | 1                 | 0                 | 0                 | 0                 | 21       | 0      | 3           | 0          |
| C. Fandrich     | 10            | 0             | 1             | 0             | 0                 | 0                 | 0                 | 0                 | 10       | 0      | 1           | 0          |
| N. Farina       | 22            | 2             | 2             | 0             | 1                 | 0                 | 0                 | 0                 | 23       | 2      | 2           | 0          |
| M. Fenin        | 3             | 0             | 0             | 0             | 0                 | 0                 | 0                 | 0                 | 3        | 0      | 0           | 0          |
| A. Fomitschow   | 14            | 1             | 1             | 0             | 0                 | 0                 | 0                 | 0                 | 14       | 1      | 1           | 0          |
| D. Geurts       | 0             | 0             | 0             | 0             | 0                 | 0                 | 0                 | 0                 | 0        | 0      | 0           | 0          |
| M. Gladrow      | 0             | 0             | 0             | 0             | 0                 | 0                 | 0                 | 0                 | 0        | 0      | 0           | 0          |
| S. Glasner      | 11            | 0             | 1             | 0             | 1                 | 0                 | 0                 | 0                 | 12       | 0      | 1           | 0          |
| U. Hünemeier    | 23            | 0             | 2             | 0             | 1                 | 0                 | 0                 | 0                 | 24       | 0      | 2           | 0          |
| M. Kapplinghaus | 0             | 0             | 0             | 0             | 0                 | 0                 | 0                 | 0                 | 0        | 0      | 0           | 0          |
| T. Kirschbaum   | 32            | 0             | 1             | 0             | 1                 | 0                 | 0                 | 0                 | 33       | 0      | 1           | 0          |
| T. Kleindienst  | 0             | 0             | 0             | 0             | 0                 | 0                 | 0                 | 0                 | 0        | 0      | 0           | 0          |
| M. Kruska       | 33            | 1             | 7             | 0             | 1                 | 0                 | 0                 | 0                 | 34       | 1      | 7           | 0          |
| J. Latendresse  | 0             | 0             | 0             | 0             | 0                 | 0                 | 0                 | 0                 | 0        | 0      | 0           | 0          |
| A. Ludwig       | 4             | 0             | 1             | 0             | 0                 | 0                 | 0                 | 0                 | 4        | 0      | 1           | 0          |
| J. Mosquera     | 9             | 0             | 1             | 0             | 0                 | 0                 | 0                 | 0                 | 9        | 0      | 1           | 0          |
| U. Möhrle       | 34            | 1             | 3             | 0             | 1                 | 0                 | 1                 | 0                 | 35       | 1      | 4           | 0          |
| R. Renno        | 2             | 0             | 0             | 0             | 0                 | 0                 | 0                 | 0                 | 2        | 0      | 0           | 0          |
| G. Rippert      | 8             | 0             | 1             | 0             | 0                 | 0                 | 0                 | 0                 | 8        | 0      | 1           | 0          |
| S. Rivić        | 18            | 1             | 3             | 0             | 0                 | 0                 | 0                 | 0                 | 18       | 1      | 3           | 0          |
| R. Roger        | 1             | 0             | 0             | 0             | 0                 | 0                 | 0                 | 0                 | 1        | 0      | 0           | 0          |
| B. Sanogo       | 32            | 15            | 3             | 0             | 1                 | 0                 | 1                 | 0                 | 33       | 15     | 4           | 0          |
| M. Schulze      | 14            | 2             | 6             | 0             | 0                 | 0                 | 0                 | 0                 | 14       | 2      | 6           | 0          |
| M. Stiepermann  | 27            | 2             | 3             | 0             | 1                 | 0                 | 0                 | 0                 | 28       | 2      | 3           | 0          |
| D. Sørensen     | 24            | 3             | 4             | 0             | 1                 | 0                 | 0                 | 0                 | 25       | 3      | 4           | 0          |
| D. Ziebig       | 1             | 0             | 0             | 0             | 0                 | 0                 | 0                 | 0                 | 1        | 0      | 0           | 0          |